# バーバラ・ウォルターズ

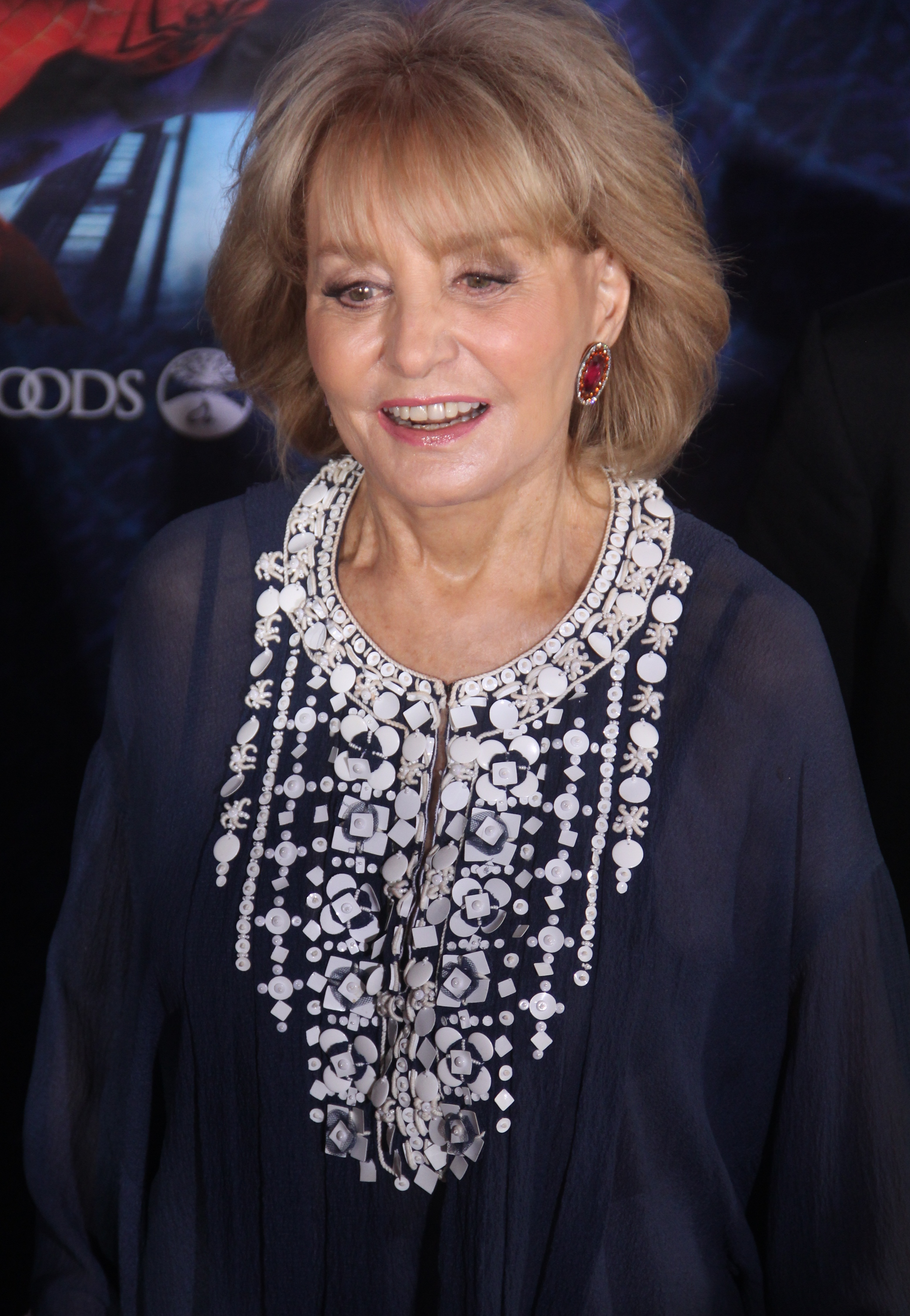
バーバラ・ウォルターズ（2010年）

バーバラ・ウォルターズ（英語: Barbara Walters、1929年9月25日 - 2022年12月30日 ）は、米国のテレビ・ジャーナリスト、作家、テレビ司会者。『トゥデイ』、『ザ・ビュー』の司会、『ABCイヴニング・ニュース』の共同アンカー、『ABCニュース』の記者を務めていた。
1962年、ヒュー・ダウンズが司会をしていた『トゥデイ』に関わり始め、『women's interest stories』のコーナーの作家およびプロデューサーをしていた時に、出演するはずであったモデルが現れなかったために水着で出演したことからテレビに出演するようになった。インタビュー能力と視聴者からの人気、および他の出演者の降板により出演回数が増えていった。この番組の記者であったが、1971年にダウンズが降板した際に後継者となったのはウォルターズではなくフランク・マギーであった。ウォルターズの給料はマギーの半分であったが、1974年にマギーが亡くなった際、ウォルターズの家族の友人が務めるエージェントがウォルターズの契約に「共同司会者」という肩書きを追加したことにより、テレビ史上初の女性司会者となった。そしてジム・ハーツが彼女の共同司会者となった。2年後、『ABCニュース』の一部である『ABCイヴニング・ニュース』でハリー・リーゾナーと共にアンカーを務め、史上初の女性アンカーとなった。
1979年から2004年、ABCの『20/20』の共同司会者およびプロデューサーとして、再びダウンズと共演した。年に数回の自身のインタビュー特別番組のプロデュースおよび司会の他、1976年から2010年、『ABCニュース』のアンカー、リポーター、特派員を務めた。1997年より、『ザ・ビュー』の司会および製作を務めている。2014年5月、『ABCニュース』および『ザ・ビュー』の司会から降板することを発表した。
1996年、『TVガイド』誌の選ぶ『50 Greatest TV Stars of All Time』の第34位に選ばれた。
2022年12月30日、死去。

## 生い立ち
1929年、ボストンでディナ(旧姓セレスキー)とルイス"ルー"ウォルターズ(出生名ルイス・エイブラハムズ)のもとに生まれた。両親共ユダヤ人で、祖先は現在の東ヨーロッパであるロシア帝国からの亡命者であった。ウォルターズの父方の祖父アイザック・エイブラハムズはポーランドのウッチで生まれ、イングランドに移住し、エイブラハム・ウォルターズに改名した(当初の姓はWarmwasser であった)。ウォルターズの父ルーは1896年頃にロンドンで生まれ、1909年8月28日、父と兄弟2人と共にニューヨークへ移住し、その後1910年母と姉妹4人も移住した。1949年、父はニューヨークにナイトクラブLatin Quarter を開業した。またブロードウエイでプロデューサーを務め、『Ziegfeld Follies』などを手掛けた。ネバダ州ラスベガスのトロピカーナ・リゾート・アンド・カジノのエンターテイメント・ダイレクターを務め、パリから『Folies Bergere』の舞台作品を招致した。1944年、ウォルターズの兄弟バートンが肺炎で亡くなった。姉ジャクリンは健康障害で生まれ、1985年、卵巣腫瘍で亡くなった。
ウォルターズによると、父はショー・ビジネスでの浮き沈みを何度か経験した。おじが服飾業で堅実に働いていたのと違い、父は出演交渉などを行なう不安定な職に就いていた。仕事が順調な時は父はウォルターズを自身が監督、プロデュースする作品のリハーサルを見学させた。女優およびダンサー達はウォルターズを可愛がり、彼女が眩暈がするまで旋回した。そして父はウォルターズに好物のホットドッグを食べさせるのが常であった。
ウォルターズによると、幼い頃からセレブリティに囲まれていたため、全く臆することがない。まだ若い頃、父はナイトクラブを廃業し、マンハッタン8番街セントラル・パーク・ウエストにあったペントハウスを失った。ウォルターズは「父は神経衰弱となった。フロリダ州に移住すると、政府は家を取り上げ、車を取り上げ、家具を取り上げた」と回顧した。「母は彼女の友人達のように医師やしっかりした職業の男性と結婚すべきだった」。
マサチューセッツ州ブルックラインの公立学校ロウレンス・スクールに入学し、1939年、5年生の半ばでフロリダ州マイアミビーチに移住し、公立学校に転校した。ニューヨークへ転居後、8年生の頃Ethical Culture Fieldston School に通い、その後またマイアミビーチに移住した。再度ニューヨークへ転居し、高等学校Birch Wathen School に通学し、1947年に卒業した。1951年、サラ・ローレンス大学を卒業して英文学士を取得し、すぐにニューヨーク市内での職を探した。

## 経歴
小さな広告会社で1年ほど勤務した後、NBC系列ニューヨーク支局のWNBT-TV(現在のWNBC)で広報および報道記者として勤務し始めた。1953年、ルーン・アーレッジ監督の15分間の子供番組『Ask the Camera』の製作をするようになった。その後テレビ司会者アイゴー・カッシーニとコリー・ニッカーボッカーの番組のプロデューサーを務めたが、上司からの求婚によるプレッシャーおよび彼とウォルターズが好意を寄せた人物との殴り合いにより退社した。その後WPIX で『Eloise McElhone Show』をプロデュースしたが、1954年に打ち切りとなった。1955年CBSで『The Morning Show』の脚本家となった。

### 『ザ・トゥデイ・ショー』
何年間かテックス・マカーリーのもとでの広報および『Redbook』の作家を務めた後、1961年、NBCの『ザ・トゥデイ・ショー』に作家および調査員として参加するようになった。その後軽い情報や気象情報を届ける「トゥデイ・ガール」としてレギュラー出演した。ウォルターズの自伝によると、女性解放運動前のこの時代について、世の中の誰もが女性が深刻なニュースを報じることなど考え付かなかった。ウォルターズが「お茶汲み係」と称する「トゥデイ・ガールズ」にはウォルターズの他、フローレンス・ヘンダーソン、ヘレン・オコネル、エステル・パーソンズ、リー・メリウェザーなどがいた。その後1年以内にウォルターズは自身のリポートやインタビューで作家および編集など全般に関わるようになった。何年間にも亘り、司会者のヒュー・ダウンズと強い結びつきを持っていた。フランク・マギーが司会者に就任すると、最初の4つの質問でウォルターズとの共同インタビューを断った。1974年にマギーが亡くなるまでウォルターズはこの番組の共同司会者にはなれなかった。マギーが亡くなった時、NBCは公式にウォルターズを初の女性共同司会者に任命した。

### 『ABCイヴニング・ニュース』および『20/20』
1976年から1978年、ハリー・リーゾナーと共にABCで『ABCイヴニング・ニュースに出演していたが、リーゾナーはウォルターの歯に衣着せぬ発言を見下す部分が見受けられた。リーゾナーはCBSでハワード・K・スミスと数年間共演していたが、元々共同司会者を持つことを快く思っておらず、ウォルターズとの関係は困難なものであった。短期間で終わった共演から約5年後の1981年、リーゾナーはCBSに戻っており、リーゾナーの著書出版を機に『20/20』でウォルターズとリーゾナーは記念すべき再共演を果たした。
1979年、『トゥデイ・ショー』で共演したヒュー・ダウンズとABCニュースマガジン『20/20』で数年間再共演した。ABCでウォルターズは大統領就任式やアメリカ同時多発テロ事件などにコメンテイターとして特別番組に出演した。またウォルターズは1976年アメリカ合衆国大統領選挙の際、バージニア州ウィリアムズバーグのウィリアム・アンド・メアリー大学で行なわれたジミー・カーターとジェラルド・R・フォードによる3回目で最後の討論会の司会に選出された。1984年、ニューハンプシャー州ゴフズタウンの聖アンセルムス大学で大統領選討論会の司会を務めた。ウォルターズのレギュラー番組および特別番組は世界中でも放送されている。

#### インタビュー
ウォルターズは「パーソナリティ・ジャーナリズム」や彼女のインタビューでの「スクープ」で知られる。1977年11月、エジプト大統領のアンワル・アッ＝サーダートとイスラエル首相のメナヘム・ベギンのジョイント・インタビューを実現した。『ニューヨーク・タイムズ』紙によると、ウォルター・クロンカイトと共に行なったこの首脳対談で、最後にクロンカイトは「私が聞いていないことをバーバラは聞いていたか」と言った。彼女の世界中のあらゆる階層の人々へのインタビューは20世紀後半の年代記とも言える。イラン王朝パフラヴィー朝モハンマド・レザー・パフラヴィーとその妻ファラフ・パフラヴィー、ロシアのボリス・エリツィン、ウラジーミル・プーチン、中国の江沢民、イギリスのマーガレット・サッチャー、キューバのフィデル・カストロ、インドのインディラ・ガンディー、チェコスロバキアのヴァーツラフ・ハヴェル、リビアのムアンマル・アル＝カッザーフィー、ヨルダン国王フセイン1世、サウジアラビア国王アブドゥッラー・ビン・アブドゥルアズィーズ、ベネズエラ大統領ウゴ・チャベス、シリア大統領バッシャール・アル＝アサドなど多くの人物へのインタビューを行なった。他の影響力のある人物へのインタビューは、ポップ・アイコンのマイケル・ジャクソン、女優キャサリン・ヘプバーン、『ヴォーグ』誌の編集長アナ・ウィンター、1980年にはローレンス・オリヴィエなど。ウォルターズは、自身が聴覚障害者および視覚障害者で同様の障害を持つ人々の生活向上に尽力するロバート・スミダスへのインタビューが最も印象的であったと語った。
ウォルターズはキャサリン・ヘプバーンに「もしあなたが木だとしたらどのような木になりたいか」と風刺的な質問をした。『20/20』の最終回でこの時ヘプバーンが木になってもいいと語る模様が流れた。ウォルターズは「どのような種類の木か」と尋ねると、ヘプバーンは強く美しいことから「オーク」と応えた。ウォルターズによると、ヘプバーンはそれから何年もウォルターズのインタビューを断り続けた。ついにインタビューを受けた時、会いたかったと最初に言った。ウォルターズが笑顔で入っていくと、ヘプバーンは階段の上から「遅いわよ。チョコレート持ってきた?」と怒鳴った。ウォルターズはこの時持ってきていなかったが、それ以来必ず持っていくようになった。以降も主にヘプバーン邸リビング・ルームで何度か会うようになった。ここでヘプバーンはウォルターズに忠告した。キャリアと結婚は関係ないとし、プライベートな質問を断った。ウォルターズは、ヘプバーンの忠告は大きく心に突き刺さり、1日中ヘプバーンの言葉を反芻したと語った。
1977年6月9日、ABCで放送されたキューバのフィデル・カストロの特別番組でウォルターズはカストロに「自由は教育によって獲得される」と語った。キューバで行なわれた2日間に亘るカストロへのインタビューでは、気ままでチャーミングでユーモラスなカストロの一面を垣間見ることができるが、ウォルターズはカストロに「あなたは反対意見を受け付けない。新聞、ラジオ、テレビ、映画は政府にコントロールされている」と指摘した。これに対しカストロは「バーバラ、私達の表現の自由はあなたには関係ない。もしあなたが新聞に反政府の意見を載せるべきだと言うのなら、私ははっきりと断る。それは政党、政府、そして人々にとっても受け入れられない。その感覚で言えばここではアメリカのような表現の自由はない。そして私達はこれで満足している」と語った。ウォルターズは「最も意見が合わなかったのは自由の意味であり、それが私達を分け隔てた」と番組を締めくくった。この時ウォルターズはニューヨーク・ヤンキースのオーナーのジョージ・スタインブレナー、ピッチャーのホワイティー・フォード、何人かのコーチが行なったキューバの野球への指導を静かに見守っていた。
1999年3月3日に放送されたモニカ・ルインスキーへのインタビューが視聴者数7,400万人で番組史上最高となった。ウォルターズはルインスキーに「将来子供ができたらこのことをどう伝えるのか」と尋ねると、ルインスキーは「マミーは大きな間違いを犯した」と応え、ウォルターズは視聴者に「今年一番の控えめな表現だ」と語った。

### 『ザ・ビュー』
ウォルターズは昼間のトーク番組『ザ・ビュー』の司会の他、ビル・ゲディと共に製作およびエグゼクティヴ・プロデューサーを務めている。ウォルターズはこの番組について「異なる世代、背景、視点」を持つ女性達のフォーラムだと語っていた。また「あなたが望むものかどうかはわかりません」と追加した。現在の共同司会者はウーピー・ゴールドバーグ、ジェニー・マッカーシー、シェリー・シェパードである.。これまでの司会者はジョイ・ベアール（1997年-2013年）、エリザベス・ハッセルベック（2003年-2013年）、メレディス・ヴィエイラ (1997年 - 2006年)、スター・ジョーンズ (1997年 - 2006年)、リサ・リン (1999年 - 2002年)、ロージー・オドネル (2006年 - 2007年)、デビー・マテノポラス (1997年 - 1999年)である。ウォルターズは2014年5月、共同司会者を降板した。

### 降板
2004年、『ザ・ビュー』の共同司会、ABCの特別番組の司会、『ABCニュース』の特派員を続けつつも、テレビ・ジャーナリストとしては非常勤となった。2010年3月7日、オスカーのインタビューを辞めるが、『ザ・ビュー』およびABCとの関係は継続させることを発表した。
2010年11月の『ザ・ビュー』でのラリー・キングのCNNからの降板に関するインタビューで、ウォルターズは「私にとってのその時がいつかはわかっている」と暗に近い将来の降板をほのめかした。
2013年3月28日、複数のメディアが2014年5月での降板、および4日後の番組内での発表を報じた。しかし、4月1日のエピソードで降板の噂について否定も肯定もせず、「もしその時が来たらこの番組で発表する。約束する。そしてパパラッチの方々は最後に知ることになる」と語った。6週間後の2013年5月13日放送の『ザ・ビュー』で、最初に報じられていた通り2014年5月でテレビの司会およびインタビューから降板し、放送が続く限りエグゼクティヴ・プロデューサーを継続することを公式に発表した。

## 私生活
ウォルターズは3人と4回結婚した。1955年6月20日、ニューヨークのプラザホテルで元海軍中尉で企業幹部のロバート・ヘンリー・カッツと最初の結婚をした。11ヶ月であるいは1957年に婚姻無効となったと報じられた。
1963年12月8日、劇場のプロデューサーおよびオーナーのリー・ガバーと再婚し、1976年に離婚した。1968年、同年生まれのジャクリン・ディナ・ガバーを養女に迎えた。
1981年、ロリマー・テレビジョンCEOのマーヴ・アデルソンと再々婚したが、1984年に離婚。復縁し、1986年5月10日にアデルソンと二度目の結婚をしたが、1992年に再び離婚した。
大学時代、同性愛者の弁護士ロイ・コーンと交際し、コーンは、リー・ガバーとの再婚前夜にウォルターズに求婚したがウォルターズに断られたと語った。ウォルターズはジャクリンを養女にする際にコーンが協力してくれたことから感謝の気持ちを持ち続けていると語った。ウォルターズの自伝で、コーンは彼女の父への挨拶に失敗したため別れた。
1970年代、後に連邦準備制度理事会議長となるアラン・グリーンスパンと交際し、1990年代、アメリカ合衆国上院議員ジョン・ウォーナーと交際した。
ウォルターズの自伝『Audition』によると、1970年代、既婚者のマサチューセッツ州選出上院議員エドワード・ブルックと不倫をしていた。ただし当時ウォルターズも結婚していたのかどうか定かではない。ウォルターズはスキャンダルから身を守るために別れたと語った。2007年、ピューリッツァー賞受賞者の老人病学者ロバート・ニール・バトラーと交際した。
1960年代後期から、FOXニュースの会長ロジャー・エイルスと親友である。

### 健康面
2010年5月10日、大動脈弁の欠陥により心臓切開手術を受けることを『ザ・ビュー』の放送で発表した。自身には全く自覚症状がないが長年大動脈弁狭窄症を患っていることも追加した。5月14日、代理人のシンディ・バーガーはこの手術について「うまくいった。医師達もこの結果にとても喜んでいる」と語った。
7月9日、9月に『ザ・ビュー』およびシリウスXMラジオの番組『Here's Barbara』に復帰することが発表された。
2022年12月30日、93歳で死去。

## 功績等
1989年、テレビの殿堂に殿堂入りした。2007年6月15日、ハリウッド・ウォーク・オブ・フェームで星を受けた。またデイタイム・エミー賞、プライムタイム・エミー賞、Women in Film Crystal + Lucy Awards 、GLAADメディア賞などを受賞している。ポピュラー・カルチャーへの影響としては、『サタデー・ナイト・ライブ』でギルダ・ラドナーが「ババ・ワワ」という名でロータシズムを使用した独特のスピーチでウォルターズの物真似を披露した。2008年、ABCを擁するウォルト・ディズニー・カンパニーへの貢献を評価されディズニー・レジェンドを受賞した。同年、New York Women's Agenda から特別功労賞を受賞した。2009年9月21日、ニューヨークのリンカーン・センターで行なわれた第30回News & Documentary Emmy Award で特別功労賞を受賞した。

### 受賞歴等
デイタイム・エミー賞
- 1975年、デイタイム・エミー賞トーク番組司会者賞受賞 (『トゥデイ』)
- 1998年、トーク番組賞ノミネート (『ザ・ビュー』)
- 1998年、トーク番組司会者賞ノミネート (『ザ・ビュー』)
- 1999年、トーク番組賞ノミネート (『ザ・ビュー』)
- 1999年、トーク番組司会者賞ノミネート (『ザ・ビュー』)
- 2000年、トーク番組賞ノミネート (『ザ・ビュー』)
- 2000年、トーク番組司会者賞ノミネート (『ザ・ビュー』)
- 2001年、トーク番組賞ノミネート (『ザ・ビュー』)
- 2001年、トーク番組司会者賞ノミネート (『ザ・ビュー』)
- 2002年、トーク番組賞ノミネート (『ザ・ビュー』)
- 2002年、トーク番組司会者賞ノミネート (『ザ・ビュー』)
- 2003年、トーク番組賞受賞 (『ザ・ビュー』)
- 2003年、トーク番組司会者賞ノミネート (『ザ・ビュー』)

- 2006年、トーク番組賞ノミネート (『ザ・ビュー』)
- 2006年、トーク番組司会者賞ノミネート (『ザ・ビュー』)
- 2007年、トーク番組賞ノミネート (『ザ・ビュー』)
- 2007年、トーク番組司会者賞ノミネート (『ザ・ビュー』)
- 2008年、トーク番組賞ノミネート (『ザ・ビュー』)
- 2008年、トーク番組司会者賞ノミネート (『ザ・ビュー』)
- 2009年、デイタイム・エミー賞トーク番組司会者賞受賞 (『ザ・ビュー』) (ウーピー・ゴールドバーグ、ジョイ・ベアールエリザベス・ハッセルベック、シェリー・シェパードとの共同司会)
- 2010年、トーク番組司会者賞ノミネート (『ザ・ビュー』)

NAACPイメージ・アワード
- 2009年、トーク番組賞受賞 (『ザ・ビュー』)
- 2010年、トーク番組賞ノミネート

Women in Film Crystal + Lucy Awards
- 1998年、ルーシー賞受賞 (テレビを通じて女性の地位向上への貢献が認められた)[62]

## 書籍
1960年代後期、人々が間違いやすい言い方について、雑誌に『How to Talk to Practically Anyone About Practically Anything』(相手に応じた話し方)を寄稿した。その直後ダブルデイからこれを拡大して書籍にしないかという手紙が届いた。ウォルターズは「人前でうまく話せない、何を言って会話を始めたらいいのかわからない人々」の助けになると考えた。1970年、ゴーストライターのジューン・コールウッドの助力を得て『How to Talk with Practically Anybody about Practically Anything』を出版した。この本が社会現象となったことにウォルターズは驚いた。2008年、第8刷を出版し、少なくとも6ヶ国語に翻訳され世界中で数十万冊を売り上げた。
2008年、自伝『Audition: A Memoir』を出版した。

## 参照項目
- Barbara Walters' 10 Most Fascinating People